# Ischaemum timorense
Ischaemum timorense är en gräsart som beskrevs av Carl Sigismund Kunth. Ischaemum timorense ingår i släktet Ischaemum och familjen gräs. Inga underarter finns listade i Catalogue of Life.